# ミゲル・パランカ
ミゲル・パランカ・フェルナンデス（Miguel Palanca Fernández, 1987年12月18日 - ）は、スペイン・カタルーニャ州タラゴナ出身の元サッカー選手。ポジションはMF。
父親のサンティアゴ・パランカはRCDエスパニョールでプレーした元プロサッカー選手である。

## 経歴
RCDエスパニョールの下部組織出身。Bチームに登録されていた2007年4月29日、セビージャFC戦でトップチームデビューした。2008年6月30日、レアル・マドリードに移籍し、主にレアル・マドリード・カスティージャの試合に出場している。同年12月13日、FCバルセロナ戦でウェズレイ・スナイデルとの交代でトップチームでの出場を果たした。この1週間後にはサンティアゴ・ベルナベウでのバレンシアCF戦に出場して1-0で勝利した。以後はレアル・マドリード・カスティージャでの試合に出場し、トップチームからの招集はあまりなくなった。2009年8月、セグンダ・ディビシオン（2部）のCDカステリョンにレンタル移籍した。
2015年7月9日、Aリーグのアデレード・ユナイテッドFCからセグンダ・ディビシオンのジムナスティック・タラゴナに移籍し母国に復帰した。
2016年7月20日、コロナ・キェルツェに移籍した。